# Оттесен-Йенсен, Элиза
Элиза Оттесен-Йенсен, также известная как Оттар (2 января 1886 — 4 сентября 1973) — норвежско-шведский секс-педагог, журналист и анархистский агитатор. Её главной миссией была борьба за права женщин, она несла в массы идею понимания и контролирования своего тела и сексуальности. Она была членом Шведского анархо-синдикалистского союза Центральной организации рабочих Швеции. Её последователи считают её пионером в области прав женщин и феминизма.
Её личный девиз: «Я мечтаю о том дне, когда будут рады каждому новорожденному ребёнку, когда мужчины и женщины будут равны, а сексуальность станет выражением близости, радости и нежности».

## Биография
Дочь викария, Оттар родилась под именем Элиза Оттесен в муниципалитете Хёйланд (вошедшего в состав коммуны Саннес в 1965 году) в губернии Ругаланн, Норвегия. Она была семнадцатой из восемнадцати детей Иммануила Оттесена и Карен Арселль Эссендроп, и, как это было принято в Норвегии в то время, её назвали Элизой в честь её сестры, которая умерла в младенчестве годом ранее. Имя Оттар было её журналистским псевдонимом и являлось аббревиатурой её фамилии, а также отсылкой к вождю норвежских викингов Оттару из Холугаланда (норвежский язык: Ottar fra Hålogaland).
Позднее отец семейства отправил её младшую сестру Магнхильд рожать в Данию, чтобы та могла официально отказаться от ребёнка. Самой Магнхильд ничего не сказали о беременности и родах, и в течение девяти месяцев она боялась, что её желудок просто разорвется. Спустя время она покончила жизнь самоубийством из-за тоски по ребёнку, которого ей пришлось оставить. Этого Оттар так и не смогла простить своему отцу, и судьба её сестры стала мощной движущей силой её приверженности борьбе за права женщин.
Оттар мечтала стать дантистом, но взрыв в химической лаборатории средней школы, где она училась, повредил ей пальцы, лишив её шансов продолжить карьеру зубного врача. Вместо этого она начала работать в газете и со временем стала журналистом. Она всегда подвергала сомнению проповеди своего отца и рано пришла к выводу, что она не христианка. И в этот момент она обнаружила, что симпатизирует социалистам, и именно с ними она будет бороться всю оставшуюся жизнь.
Она сделала несколько попыток организовать женщин из рабочего класса. Но вскоре они начали просить у неё совета в сексуальных вопросах, задавая ей такие вопросы, как «Всегда ли я должна это делать, когда этого хочет мой муж?», «Что я могу сделать, чтобы не забеременеть?».
К концу Первой мировой войны, в 1913 году, Оттар познакомилась и подружилась со шведским анархо-синдикалистским борцом за мир Альбертом Йенсеном. В 1931 году они поженились и Элиза Оттесен сменила фамилию на Оттесен-Йенсен. Когда Альберта Йенсена выслали из Норвегии, она поехала вместе с ним в Данию. Там родился их общий ребёнок, который умер вскоре после рождения.
Оттар и Альберт переехали в Швецию, где она познакомилась с врачом, который, помимо прочего, научил её пользоваться диафрагмой. Затем она отправилась в свой первый тур по стране. Она поехала из Сконе в Норрланд, обучая женщин рабочего класса, как избежать беременности. Она агитировала за право женщин на получение сексуального удовольствия, на бесплатный аборт, за отмену законов о противозачаточных средствах, за права геев и многое другое. То, что она делала, было незаконным и ей грозили суровые наказания.
В 1920-е годы Оттар регулярно писала для еженедельной газеты «Arbetaren», где вела собственную колонку, посвященную вопросам феминизма. После разногласий с другими редакторами издания в 1925 году она основала собственную газету «Vi kvinnor». Однако газета просуществовала недолго. Спустя несколько лет она также писала для анархистского издания «Brand».
В 1933 году Оттар вместе с рядом радикальных врачей и представителей профсоюзов основала Шведскую ассоциацию сексуального просвещения (шведский язык: Riksförbundet för sexuell upplysning, RFSU). Она стала его первым президентом и занимала этот пост вплоть до 1956 года. Начиная с 1953 года Оттесен-Йенсен также была одним из основателей Международной федерации планируемого родительства (IPPF). Организация печатает газету, которая в честь Элизы Оттесен-Йенсен называется «Оттар». Ранее газета носила название «Вестник ассоциации сексуального просвещения», но в 2001 году была переименована в «Оттар». Имя Оттар также использовалось в названии норвежской феминистской группы «Kvinnegruppa Ottar», которая была официально основана в 2006 году.